# Макграт, Мик
Майкл Макграт (англ. Michael McGrath; 7 апреля 1936, Дублин — апрель 2025) — ирландский футболист, полузащитник.

## Карьера

### Клубная карьера
Во взрослом футболе дебютировал в 1953 году в дублинском клубе «Хоум Фарм», где провёл один сезон. В августе 1954 года перешёл в английский клуб «Блэкберн Роверс», где отыграл большую часть своей карьеры. За следующие десять лет в составе клуба он принял участие в 269 матчах. Макграт появился в финале Кубка Англии 1960 года, где забил автогол и команда потерпела поражение.
В марте 1966 года перешёл в «Брэдфорд Парк Авеню», где провёл 50 матчей. В 1967 году стал игроком клуба «Бангор Сити», где и завершил карьеру футболиста в 1968 году.

### Карьера во второй сборной
В 1957 году Макграт сыграл один матч в составе второй сборной Ирландии. В 1958 году дебютировал в официальных матчах в составе национальной сборной Ирландии. Всего в составе сборной принял участие в 22 матчах, но не забил ни одного гола.

### Смерть
Скончался 18 апреля 2025 года в возрасте 89 лет.